# 暗杀 (2015年电影)
是一部2015年上映的以韩国独立运动为背景的韩国电影。

## 剧情
1933年，三位独立军特工受大韩民国临时政府派遣任務，在上海租界集结后回到日本统治下的朝鲜半岛的京城，刺杀日本駐朝鮮軍司令官川口真守和卖国贼姜寅国的故事。

## 演员表
- 全智贤 饰演 安沃允

光子之双胞胎妹妹，姜寅國之幼女。朝鲜独立军狙击手。幼年因父亲追杀母亲而离散，由奶娘抚养长大。
- 全智贤 饰演 光子

安沃允之双胞胎姐姐，姜寅國之長女，成年后与日本军官川口真守结成政治联姻。婚礼前夕，光子找到妹妹安沃允，被误认为是安沃允而遭父親射殺。
- 李政宰 饰演 廉锡晋

大韩民国临时政府人物，暗殺任務組織者。实际已投靠日本人。韩国建国后，逃脱审判。最终，安沃允和明宇执行多年前金九的命令将他处决。
- 河正宇 饰演 夏威夷手槍

上海租界内的职业杀手。
- 吳達庶 饰演 老头

夏威夷手槍的助手。
- 趙震雄 饰演 秋尚沃（速射炮）

與安沃允、黃德三合作暗殺日本軍官川口真守和賣國賊姜寅國。
- 李璟榮 饰演 姜寅國

富有的親日商人，双胞胎的父亲。女儿年幼时，妻子参与暗杀朝鲜总督的行动。妻子带奶娘，掩护廉锡晋出逃时，被他派人杀死，幼女也因此离散。
- 崔德文 饰演 黃德三

與安沃允、速射炮合作暗殺日本軍官川口真守和賣國賊姜寅國。
- 朴秉恩 饰演 川口真守

光子之未婚夫。
- 金義聖 饰演 執事

姜寅國家裡的執事。無意間發現安沃允偽裝成光子，最後在搏鬥中被安沃允用電話線勒死。
- 陳慶 饰演 姜寅國之妻

参与暗杀朝鲜总督的行动，帶奶娘和兩個女兒掩护廉锡晋逃亡，被自己丈夫姜寅國派人殺死。
- 許智元 饰演 明宇

廉锡晋手下。金九命令其和伙伴跟踪廉锡晋，若发现他叛敌，则处决。伙伴被廉锡晋反杀，自己受伤逃脱。
- 金洪發 饰演 金九

大韩民国临时政府领袖。
- 鄭奎洙 饰演 駝背
- 郑仁谦 饰演 佐佐木
- 李焕 饰演 世光
- 金仁友 饰演 木村
- 沈熙燮 饰演 检察官
- 许正道 饰演 领事馆职员
- 禹尚全 饰演 李完用
- 郑基燮 饰演 宪兵队长
- 李英锡 饰演 寺內正毅
- 金瑞元 饰演 义烈团警卫队
- 金大兴 饰演 上海剧院观众
- 元贤俊 饰演 京城站警察
- 李言贞 饰演 京城酒吧女侍者
- 李东勇 饰演 人力车事务长
- 琴世祿 饰演 香水销售员
- 柳正浩 饰演 宪兵传令兵
- 金艺恩 饰演 牙科护士
- 郑灿妃 饰演 卖花的少女
- 宋英载 饰演 法庭旁听群众
- 曹承佑 饰演 金元鳳（特别出演）

韓國獨立運動家。
- 金海淑 饰演 老板娘（特别出演）

京城酒吧老板娘，经营的酒吧是大韩民国临时政府在京城的三个秘密联络点之一。

## 票房

### 南韓
最終觀影人次為1270.71万人次。

### 中國大陸
最終票房4696万人民币。

## 獎項
| 年份 | 頒獎典禮                   | 獎項            | 名字   | 結果 |
| ---- | -------------------------- | --------------- | ------ | ---- |
| 2015 | 第24屆釜日電影獎           | 最佳男主角      | 李政宰 | 獲獎 |
| 2015 | 第24屆釜日電影獎           | 最佳美術        |        | 獲獎 |
| 2015 | 第35屆韓國電影評論家協會獎 | 最佳摄影        |        | 獲獎 |
| 2015 | 第35屆韓國電影評論家協會獎 | 最佳技術        |        | 獲獎 |
| 2015 | 第35屆韓國電影評論家協會獎 | 年度十佳电影    |        | 獲獎 |
| 2015 | 第52屆大鐘奬               | 最佳女主角      | 全智賢 | 獲獎 |
| 2015 | 第11屆Max Movie最佳電影賞  | 最佳女主角      | 全智賢 | 獲獎 |
| 2015 | 第11屆Max Movie最佳電影賞  | 最佳男配角      | 吳達庶 | 獲獎 |
| 2015 | 第36屆青龍電影獎           | 最優秀作品獎    |        | 獲獎 |
| 2015 | 第36屆青龍電影獎           | 最佳技術獎      |        | 獲獎 |
| 2015 | 韓國電影記者協會獎         | 最佳男配角      | 吳達庶 | 獲獎 |
| 2015 | 第2屆韓國電影製作人協會獎  | 作品獎          |        | 獲獎 |
| 2015 | 第2屆韓國電影製作人協會獎  | 美術獎          | 劉成熙 | 獲獎 |
| 2016 | 第52屆百想藝術大賞         | 電影部門 作品獎 |        | 獲獎 |